# 次等选举

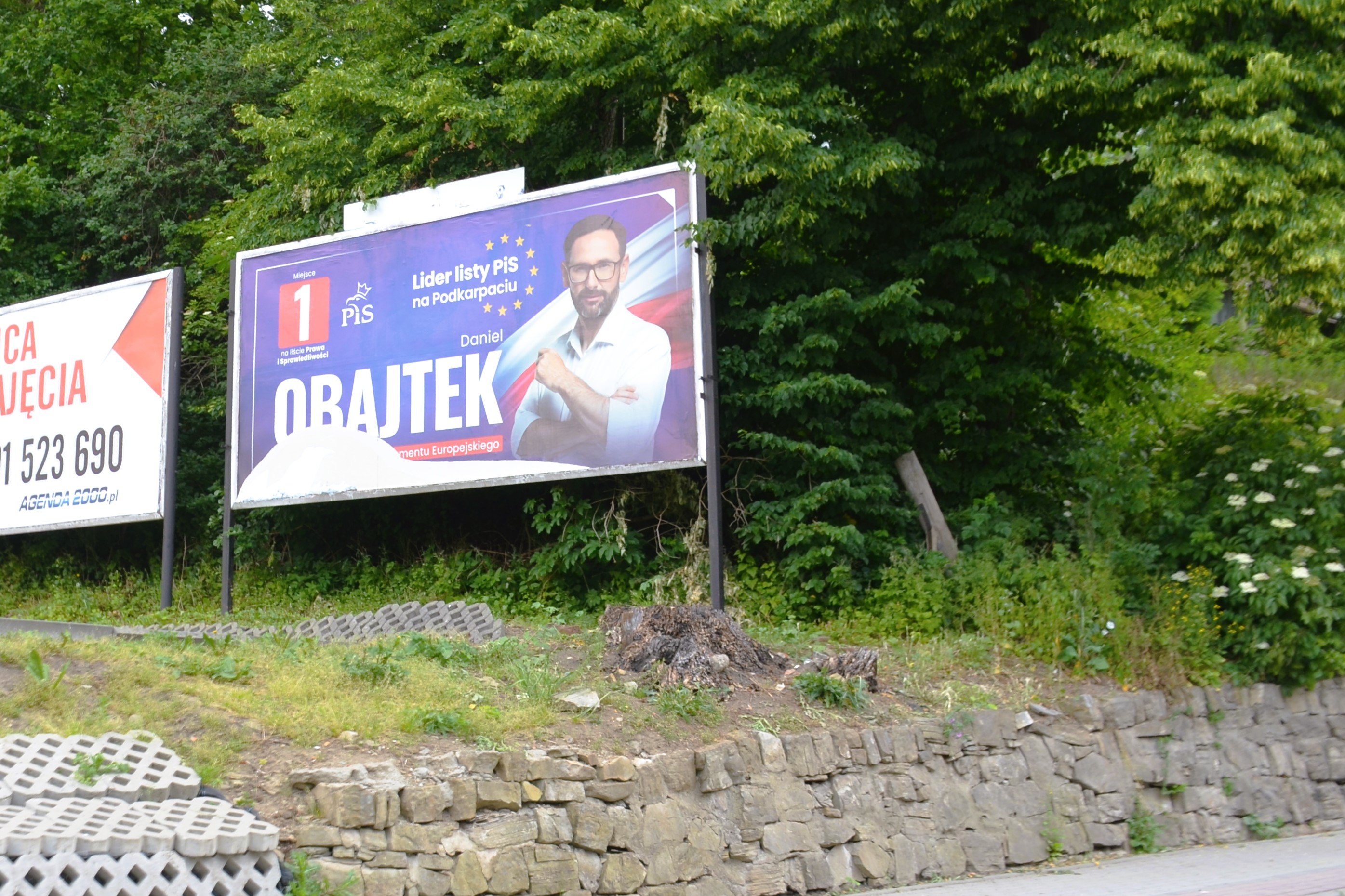
图为波兰法律与公正党候选人为竞选在喀尔巴阡山选区的欧洲议会选举代表资格的广告牌，拍摄于2024年

次等选举（英语：first-order election）是由卡尔海因茨·赖夫（Karlheinz Reif）和赫尔曼·施密特（Hermann Schmitt）于1980年在《欧洲政治研究杂志》发表的论文中提出的政治学理论，指在政治体系中重要性次于首等选举的选举类型。
与大选等首等选举相比，次等选举的实际影响力和关注度相对较低，其投票结果往往更多受到国内政治矛盾的主导，而非选举议题本身。

## 定义和特征
次等选举是在政治体系中重要性较低、利益相关度较弱的选举类型，并将政治选举划分为两个分类：首等选举和次等选举。首等选举指的是总统选举等能决定政府组成和行政权力的国家层级选举，而地方选举、补选和欧洲议会选举等非核心层级的选举被归类为次等选举。
次等选举的选民参与度普遍低于首等选举。相较于首等选举，次等选举因选民普遍认为其重要性较低，参与意愿不足，导致投票率通常偏低。在次等选举中，地区政党和边缘政党相对更能获得选民的支持，执政党的支持率会有所下降。一些实行强制投票的国家如比利时和卢森堡，会通过法律以提高选民的投票率。在德国的部分地区由于地方选举与欧洲选举同期举行，选民在次等选举的政治参与显著提升。